# Arrast-Larrebieu
Arrast-Larrebieu ist eine französische Gemeinde mit 92 Einwohnern (Stand 1. Januar 2022) im Département Pyrénées-Atlantiques in der Region Nouvelle-Aquitaine. Die Gemeinde gehört zum Arrondissement Oloron-Sainte-Marie und zum Kanton Montagne Basque (bis 2015: Kanton Mauléon-Licharre).
Die Bewohner werden Urrustoitars genannt. Der Name in der baskischen Sprache lautet Ürrüstoi-Larrabile.

## Geographie
Arrast-Larrebieu liegt circa 30 Kilometer nordwestlich von Oloron-Sainte-Marie in der historischen Region Soule, einer der drei historischen Territorien im französischen Teil des Baskenlands.
Umgeben wird der Ort von den Nachbargemeinden:
|                | Charre                                      |                                     |
| Espès-Undurein | Kompassrose, die auf Nachbargemeinden zeigt | Angous Moncayolle-Larrory-Mendibieu |
|                | Berrogain-Laruns Viodos-Abense-de-Bas       |                                     |

Arrast-Larrebieu liegt im Einzugsgebiet des Flusses Adour. Der Laxubie, auch Apaure genannt, ist ein Zufluss des Saison und entspringt im Ortsgebiet.

## Geschichte
Der Ort Arrast ist bereits im 13. Jahrhundert mit dem gleichen Namen im Kopialbuch von Bayonne erwähnt. Paul Raymond vermerkte die Erwähnung von Larrebieu unter dem Namen Larrebiu im Jahre 1384 durch einen Notar aus Navarrenx.
Im 14. Jahrhundert wird erwähnt, dass die Gemeinde ein Laienkloster in Verbindung mit dem Vicomte von Soule besitzt. Am 16. Oktober 1842 schlossen sich die Gemeinden Arrast und Larrebieu zur heutigen Kommune zusammen.

### Einwohnerentwicklung
Die Zahl der Einwohner ist kontinuierlich von 323 im Jahre der Vereinigung der früheren Gemeinden Arrast mit Larrebieu auf unter 100 gesunken.
| Jahr      | 1962 | 1968 | 1975 | 1982 | 1990 | 1999 | 2006 | 2009 | 2022 |
| --------- | ---- | ---- | ---- | ---- | ---- | ---- | ---- | ---- | ---- |
| Einwohner | 173  | 144  | 128  | 131  | 123  | 105  | 103  | 102  | 92   |

Ab 1962 offizielle Zahlen ohne Einwohner mit Zweitwohnsitz

## Sehenswürdigkeiten
- Pfarrkirche, gewidmet Lucia von Syrakus. Am Ende des 19. oder Beginn des 20. Jahrhunderts wurden Teile der früheren Kirche neu gebaut. Der Glockengiebel ist ein typisches Beispiel für die Region Soule mit seinem charakteristischen Clocher trinitaire. Der Giebel weist drei Spitzdächer auf, jedes mit einem Kreuz versehen, als Symbol für die Dreifaltigkeit.[8]

- Kapelle von Larrebieu. Durch den Zusammenschluss der beiden Gemeinden im Jahre 1842 wurde die Kirche in Arrast zur Ortskirche und die ehemalige Kirche von Larrebieu zur Kapelle. Mit ihrem Glockengiebel und dem schiefergedeckten Vordach am Eingang zeigt sie zwei der für die Region typischen Elemente der Kirchenarchitektur.[9]

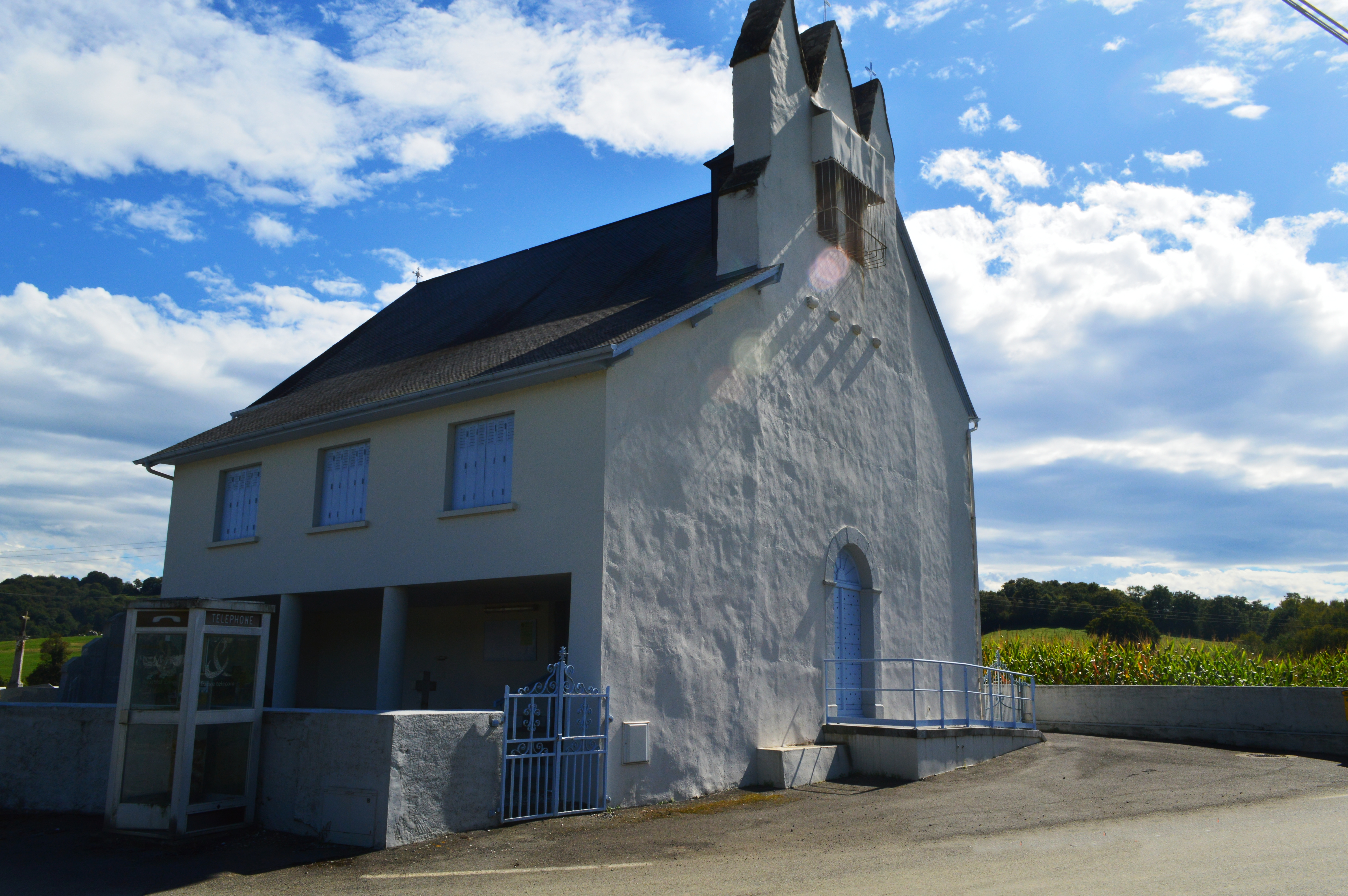
Kirche Sainte-Lucie von Arrast
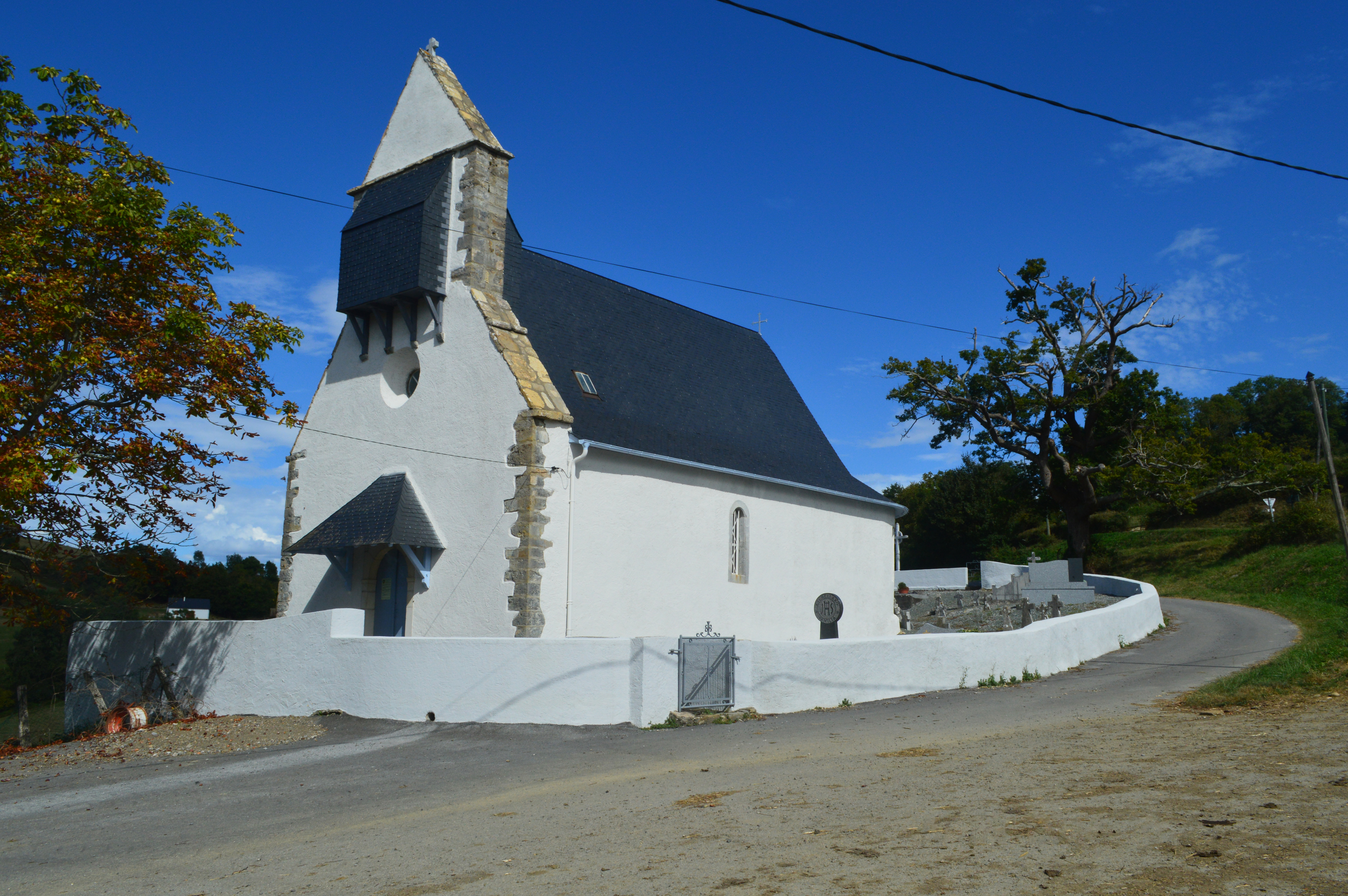
Kapelle von Larrebieu

## Wirtschaft und Infrastruktur
Wichtige Wirtschaftsfaktoren des Orts sind die Landwirtschaft und das Kunsthandwerk. Ein Kunsttischler und ein Polsterer haben ihren Betrieb in der Gemeinde.
Arrast-Larrebieu liegt in den Zonen AOC des Ossau-Iraty, ein traditionell hergestellter Schnittkäse aus Schafmilch, sowie der Schweinerasse und des Schinkens „Kintoa“.

### Verkehr
Arrast-Larrebieu wird durchquert von den Routes départementales 135 und 243.

## Persönlichkeiten
- Michel d’Abbadie (1772–1832), Reeder